# Viorel Sergovici
A nu se confunda cu Viorel Sergovici Jr. (n. 11 februarie 1970)
Viorel Sergovici (n. 29 martie 1947 -  d. 27 iulie 2012) a fost un operator și regizor român.

## Biografie
Este tatăl lui Viorel Sergovici Jr..

## Cariera
A lucrat ca operator și regizor la Televiziunea Română, unde a realizat numeroase filme documentare și de ficțiune. A primit Premiul ACIN în 1981 pentru Săteasca, premiul ACIN în 1987 pentru La început a fost cântecul și  premiul UCIN în 1992 pentru Domnișoara Cristina.
În anul 1993, pentru filmul Domnișoara Christina a primit două Premii ale Asociației Profesioniștilor de Televiziune din România (APTR) la categoria „Imagine film de ficțiune” și la categoria „Film de ficțiune”.

## Filmografie

### Regizor
- Cu mere și fum... (1978)
- Un albastru infinit (1978) [6]
- Săteasca (1982)
- Opus 11 (1984)
- La început a fost cântecul (1987)
- Domnișoara Christina (film TV, 1992)
- Un „Madrigal” pentru Japonia (1994)
- Vox Maris (1995)
- Șarpele (film TV, 1996)

### Scenarist
- Domnișoara Christina (film TV, 1992) – în colaborare cu Adriana Rogovschi și Florica Gheorghescu
- Șarpele (film TV, 1996) – în colaborare cu Adriana Rogovschi

### Director de imagine
- Domnișoara Christina (film TV, 1992)
- Supraviețuitorul (2008)
- Carol I - Un destin pentru România (2009)